# 文川駅
文川駅（ムンチョンえき、문천역）は、朝鮮民主主義人民共和国（北朝鮮）江原道文川市に位置する朝鮮民主主義人民共和国鉄道省江原線の駅である。集中貨物駅として、文川港で取り扱われる貨物や文川精錬所関連の貨物を取り扱っている。

## 歴史
- 1916年8月1日：文坪駅として開業[2]。
- 日時不明：文川駅に改称。